# Versiones coptas de la Biblia

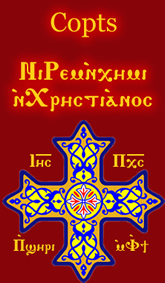

Han existido muchas versiones coptas de la Biblia, incluidas algunas de las primeras traducciones a cualquier idioma. Distintas versiones fueron hechas en el mundo antiguo, con diferentes ediciones del Antiguo y Nuevo Testamento en los cuatro principales dialectos coptos: Boháirico (norte), Fayúmico, Sahídico (sur), Ajmímico y Mesokemic. Los libros bíblicos fueron traducidos de la versión griega alejandrina. 
El sahídico fue el principal dialecto en el período preislámico, después del siglo XI, el Boháirico se convirtió en dominante y en el único dialecto utilizado del idioma copto. 
Sobreviven copias parciales de varias Biblias coptas. Un número considerable de textos apócrifos también sobreviven en copto, especialmente los manuscritos gnósticos de Nag Hammadi. El copto sigue siendo el lenguaje litúrgico de la Iglesia copta y sus ediciones de la Biblia son fundamentales para esa fe.

## Antiguo testamento

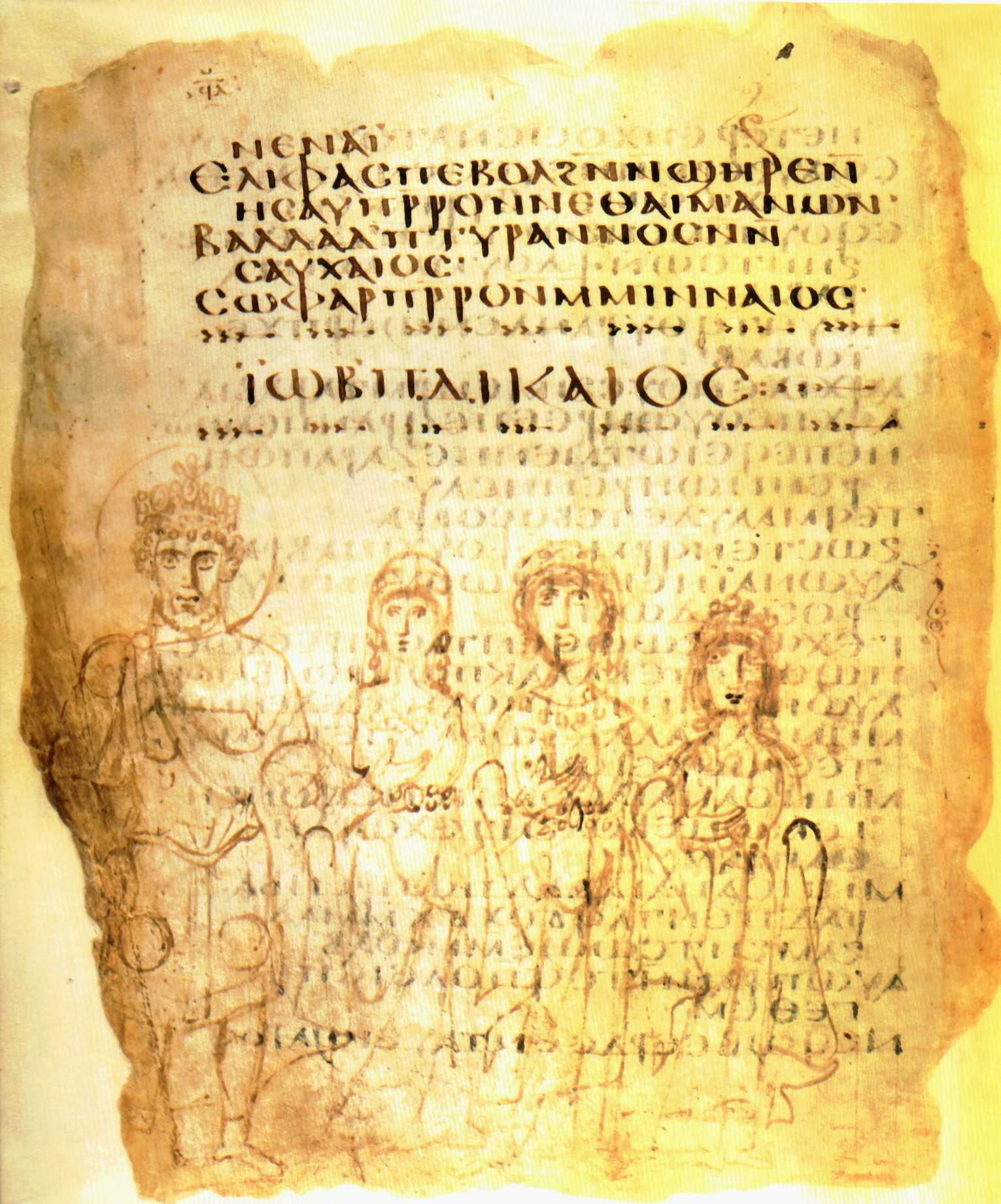
Job y su hija del folio 4v de la Biblioteca Vittorio Emanuele III, MS IB 18

Las traducciones de libros del Antiguo Testamento al dialecto egipcio se hicieron naturalmente de la versión griega alejandrina (Septuaginta), y no hay razón para dudar de que se tradujeron en una fecha tan temprana como los Evangelios y las Epístolas, si no antes. Porciones del Antiguo Testamento existen en cada dialecto egipcio.
En Sahídico, algunos libros bíblicos sobrevivieron con textos completos, así como una gran cantidad de fragmentos existentes que representan la mayoría de los libros canónicos y algunos de los deuterocanónicos.
Algunos manuscritos tempranos:

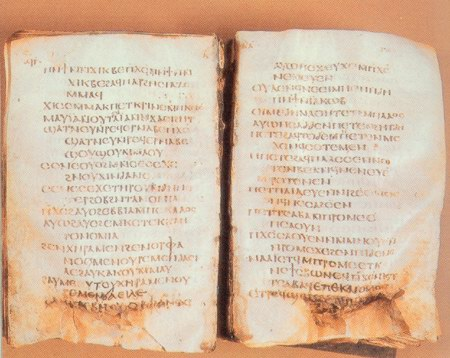
El Salterio de Mudil, el salterio completo más antiguo del idioma copto (Museo Copto, Egipto, El Cairo Copto).

- Bodmer III - Juan 1: 1-21: 25, Génesis 1: 1-4: 2; siglo IV; Boháirico
- Bodmer VI - Proverbios 1: 1-21: 4; siglo V-IV; Paleo-Theban ("Dialecto P")
- Bodmer XVI - Éxodo 1: 1-15: 21; siglo IV;
- Bodmer XVIII - Deuteronomio 1: 1-10: 7; siglo IV;
- Bodmer XXI - Josué 6: 16-25; 7: 6-11: 23; 22: 1-2; 22: 19-23: 7; 23: 15-24: 2; siglo IV;
- Bodmer XXII - Jeremías 40: 3-52: 34; Lamentaciones Epístola de Jeremías; Libro de Baruch; siglo V-IV
- Bodmer XXIII - Isaías 47: 1-66: 24; siglo IV;
- Bodmer XL - Canción de canciones
- Bodmer XLIV - Libro de Daniel; Bohairic[2]
- Schøyen Ms 114 - Salmos; Sahidico; ca AD 400.

## Nuevo testamento

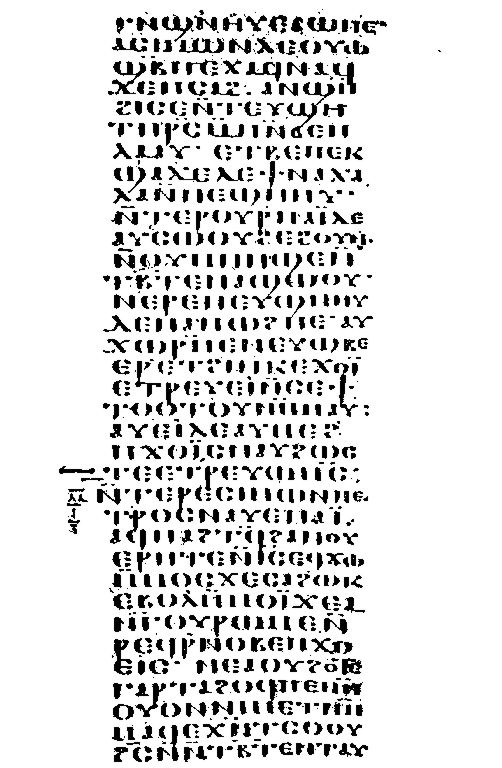
Manuscrito copto del siglo VIII de Lucas 5: 5—9

Los dos dialectos principales, Sahídico y Boháirico, son los más importantes para el estudio de las primeras versiones del Nuevo Testamento. El Sahídico fue el dialecto principal durante el período preislámico. Los primeros manuscritos boháiricos datan del siglo IV, pero la mayoría de los textos provienen del siglo IX y fechas posteriores. 

### Sahídico
La colección de manuscritos de traducciones Sahídicos a menudo es designada por copsa en escritura académica y aparato crítico ("Sa" para "versio Sahídica" en BHS). La primera traducción al dialecto se realizó a fines del siglo II en el Alto Egipto, donde el griego no se entendía tan bien. Por lo tanto, este es famoso por ser el primer desarrollo literario importante de la lengua copta, aunque pronto siguió el trabajo literario en otros dialectos. En el siglo IX, fue reemplazado gradualmente por el  Boháirico y quedó en desuso. El conocimiento de los manuscritos sahídicos se perdió hasta que se redescubrieron en el siglo XVIII. En 1778, Woide publicó un prospecto en el que anunciaba su intención de publicar de los manuscritos de Oxford los fragmentos del Nuevo Testamento "iuxtainterprement dialecti Superioris Aegypti, quae Thebaidica seu Sahidica appellantur". Otros fragmentos fueron publicados en 1884 por Émile Amélineau. Amélineau también editó otros fragmentos en 1886-1888.
Varios años después, Horner produjo una edición crítica del Nuevo Testamento sahídico durante el período 1911-1924. La edición de Horner contiene casi todos los versos del Nuevo Testamento. La traducción es un representante del tipo de texto alejandrino. 
El orden de los libros es: Evangelios (Juan, Mateo, Marcos, Lucas), epístolas paulinas (hebreos entre 2 Corintios y Gálatas ), epístolas católicas, Hechos y Apocalipsis.

### Bohárico

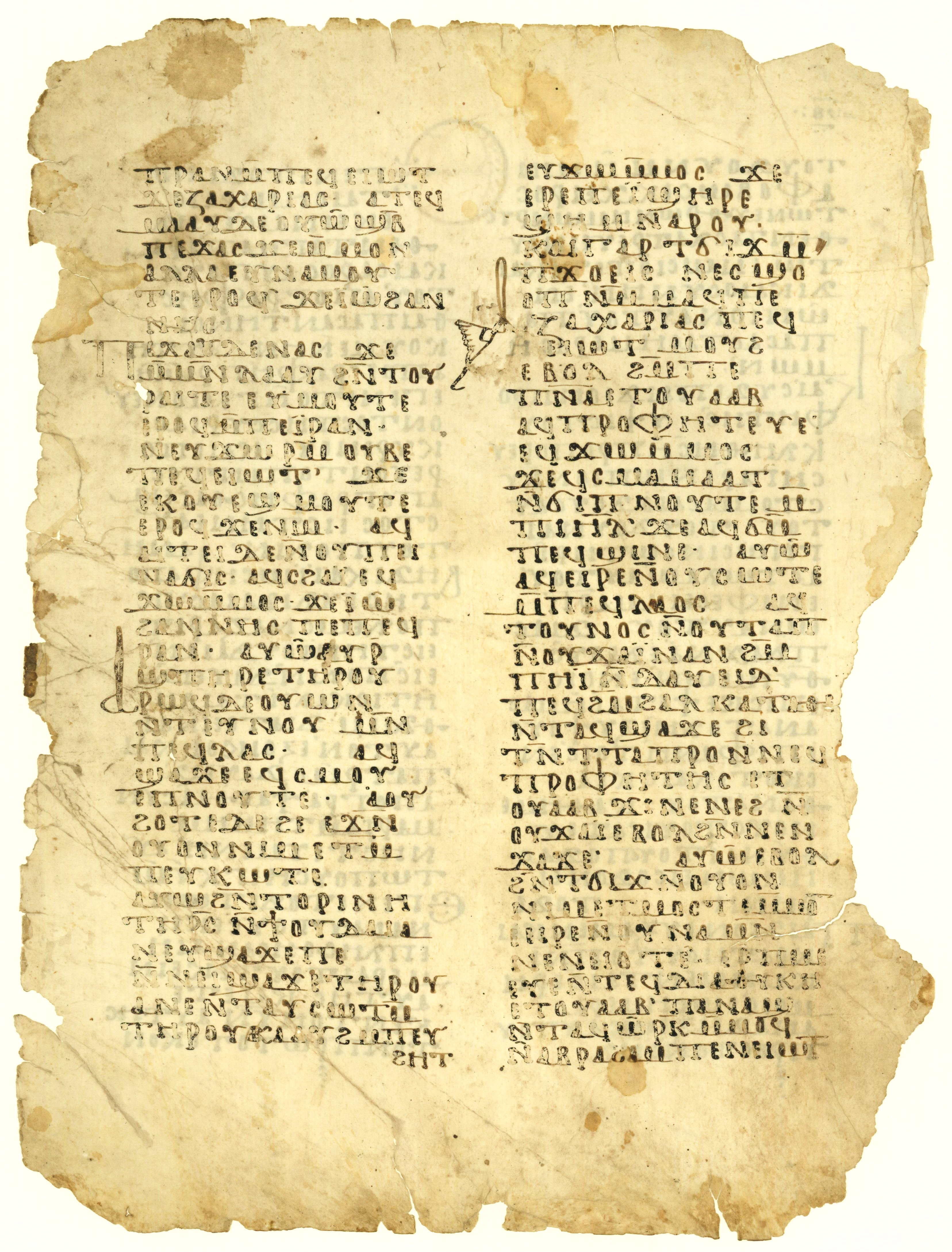
Uncial 0177 con el texto de Lucas 1: 59-73

La traducción boháirica (dialecto del Bajo Egipto) se realizó un poco más tarde, ya que el idioma griego fue más influyente en el bajo (norte) de Egipto. Probablemente, se hizo a principios del siglo III. Fue una traducción muy literal; muchas palabras griegas, e incluso algunas formas gramaticales (por ejemplo, construcción sintáctica μεν - δε) se incorporaron a esta traducción. Por esta razón, es la traducción más útil en la reconstrucción del texto griego temprano, más que cualquier otra traducción antigua. También se debe tener en cuenta que fue influenciada por distintas variables, incluidos los otros dialectos, principalmente sahídico y fayyumico. Cuando el patriarcado se mudó de Alejandría a El Cairo en el siglo XI, el boháirico era el idioma dominante de la iglesia copta. Como dialecto oficial de la Iglesia Ortodoxa Copta, pareció disfrutar de una fuerte relación principalmente con los otros dialectos, el árabe egipcio y, como lo fue durante varios siglos, el griego. El texto es principalmente alejandrino, algo influenciado por el tipo de texto occidental. La traducción de es designada por cop bo.
El orden de los libros es: Evangelios (Juan, Mateo, Marcos, Lucas), epístolas paulinas (Hebreos entre 2 Tes y 1 Tim), epístolas católicas, Hechos y Apocalipsis. El Apocalipsis se conserva en relativamente pocos manuscritos.

### Egipto medio

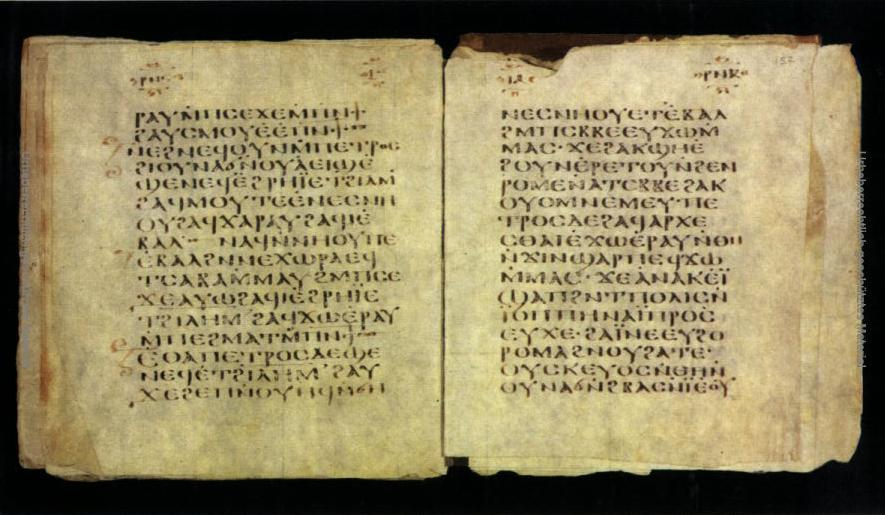
Codex Glazier, manuscrito de Hechos

Los únicos testigos sobrevivientes de un versiones Akhmímico y Fayyúmico se encuentran en piezas fragmentarias (designadas como cop akh y cop fay ). 
- El Códice Schøyen, un manuscrito de papiro. Contiene el evangelio de Mateo. Fechado a principios del siglo IV. Es el primer evangelio de Mateo de cualquier dialecto copto.[10]
- El Códice Glazier, contiene Hechos 1: 1-15: 3, se encuentra en la Biblioteca Pierpont Morgan.[11]
- P. Mich. Inv. 3521, Evangelio de Juan en Fayúmico, ca. AD 325.

### Manuscritos griegos-coptos
Más de cuarenta manuscritos diglosios griegos-coptos del Nuevo Testamento han sobrevivido hasta nuestros días.